# Территориальный суверенитет
Территориальный суверенитет (или территориальное право; нем. Landeshoheit) — термин, используемый для обозначения объёма верховных прав имперских сословий Священной Римской империи на территории их владений. 
Территориальный суверенитет предполагал верховенство правителей государственных образований, входящих в состав Священной Римской империи, в законодательной, судебной и административной сферах соответствующих государственных образований, ограниченное определёнными прерогативами императора и имперских институтов.

## Развитие суверенитета
Объём верховных прав территориальных правителей различных имперских княжеств, графств, церковных владений и имперских городов существенно отличался друг от друга и изменялся с течением времени. Наиболее широкий объём суверенных прав, практически близких к полной независимости, в составе Священной Римской империи имели Австрия (Privilegium Minus 1156 год, Privilegium Maius 1358 год), земли Бургундского дома (Бургундский договор 1548 год), а также курфюршества («Золотая булла» 1356 год). Постепенно, однако, высокого уровня суверенитета достигло большинство относительно крупных имперских княжеств. Вестфальский мир 1648 год закрепил право территориального суверенитета (лат. jus territoriale; фр. droit de souveraineté) за всеми имперскими сословиями.

## Значение Вестфальского мира
В отношении оценок значения положений Вестфальского мира о территориальном суверенитете в современной исторической литературе ведётся острая дискуссия. До середины XX века господствовало представление, что суверенитет, предоставленный имперским княжествам, был фактически полным, что привело к дезинтеграции Священной Римской империи и трансформации феодальных княжеств в государства современного типа. Отношения немецких государств с императором после Вестфальского мира, согласно этой точки зрения, строились на договорной основе. Эти представления легли в основу концепции Вестфальского суверенитета, то есть такой системы организации власти, при которой государство обладает полным верховенством в пределах своей территории, политической независимостью во внутренней и внешней политике и является юридически равноправным в отношениях с иными государствами. Согласно этой концепции, именно Вестфальский мир заложил основы современного международного права и современной системы политической картины мира как совокупности суверенных, независимых и равноправных национальных государств. В отношении Германии сторонники указанной точки зрения подчёркивают тот факт, что принципиальное признание территориального суверенитета имперских сословий (помимо их традиционных привилегий) привело к их высвобождению из-под имперской власти и обретению независимости, ограниченной лишь мало значившей оговоркой, запрещающей заключать международные договоры, направленные против императора и империи. В результате Германия должна была превратиться в империю князей, а император стал не более, чем первым среди равных. Такой взгляд на значение Вестфальского мира, однако, в настоящее время подвергается критике: ряд современных исследователей, признавая роль Вестфальской системы в построении немецкого территориального государства, утверждают, что территориальный суверенитет, предоставленный договором имперским сословиям не являлся правовым нововведением, а лишь систематизировал старые права, привилегии, свободы, прерогативы и регалии, которыми уже пользовались сословия ранее. Право территориального суверенитета в значении Вестфальского мира подчёркивало сословные свободы, но не делало из имперских князей суверенных правителей. Немецкие государственные образования оставались по-прежнему в рамках единой имперской конструкции, даже несколько укрепившейся после 1648 года, а сувереном продолжало являться германское имперское государство в целом, а не его члены.
Государственное образование, обладающее правом территориального суверенитета в смысле, используемом в Вестфальском мирном договоре, пользовалось почти полной независимостью в области внутренних дел, административного устройства, собственного законодательства, включая установление налогов, организации вооружённых сил и осуществления собственной финансово-экономической и таможенной политики. Суверенитет, однако, не был полным: правитель по-прежнему считался вассалом императора и не мог заключать договоры с иностранными государствами, направленные против императора. Кроме того правитель был обязан принимать участие в органах управления империи (рейхстаг, окружные собрания), участвовать в расходах на содержание имперской армии и имперских учреждений, обеспечивать исполнение на территории своего княжества решений имперского рейхстага, камерального суда и иных имперских органов. В то же время, на практике уровень ограничения суверенитета зависел от военно-политической силы конкретного княжества: так, король Пруссии в XVIII веке не участвовал в окружных собраниях, имперских расходах, не допускал исполнения на территории своих владений постановлений имперского суда и проводил полностью независимую внешнюю политику, не считаясь с императором. В других относительно крупных имперских княжествах территориальный суверенитет также постепенно эволюционировал в сторону устранения ограничений независимости и расширения прерогатив территориальной власти.
После роспуска Священной Римской империи в 1806 году немецкие государственные образования получили полный суверенитет.